# کالتنوز
کالتهاوس (به فرانسوی: Kaltenhouse) یک کمون در فرانسه با جمعیت ۲٬۱۱۵ نفر است که در Canton of Haguenau واقع شده‌است.